# Valentina Marocchi
Valentina Marocchi (* 19. Dezember 1983 in Bozen) ist eine ehemalige italienische Wasserspringerin. Sie startete im 10-m-Turmspringen und mit Brenda Spaziani im 10-m-Synchronspringen. Trainiert wurde sie von ihrem Vater Antonio Marocchi und Giorgio Cagnotto.
Marocchi begann bereits im Alter von fünf Jahren mit dem Wasserspringen. Sie gewann ihre ersten internationalen Medaillen bei Junioren-Europameisterschaften, 1998 holte sie Gold, 2001 Bronze vom 10-m-Turm. Ihre erste internationale Meisterschaft im Erwachsenenbereich bestritt sie bei der Weltmeisterschaft 2003 in Barcelona, verpasste aber vom Turm im Einzel und mit Spaziani im Synchronwettbewerb jeweils das Finale. Im Jahr 2004 gewann sie schließlich auch ihre ersten Medaillen. Bei der Europameisterschaft in Madrid erreichte sie im Einzel und mit Spaziani vom Turm zweimal Bronze. Marocchoi nahm an den Olympischen Spielen 2004 in Athen teil, verpasste aber im Einzel vom 3-m-Brett und vom 10-m-Turm jeweils das Halbfinale. In der Folgezeit erreichte sie bei Welt- und Europameisterschaften mehrere Finals, konnte aber keine Medaille mehr gewinnen. Sie startete bei den Olympischen Spielen 2008 in Peking erneut im Einzel vom Turm und erreichte im Halbfinale Rang 15. Bei der Heimweltmeisterschaft 2009 in Rom verpasste sie mit Spaziani als Zehnte des Synchronspringens den Einzug ins Finale nur knapp.
Marocchi beendete nach der Saison 2010 ihre aktive Karriere.